# Jens Voigt

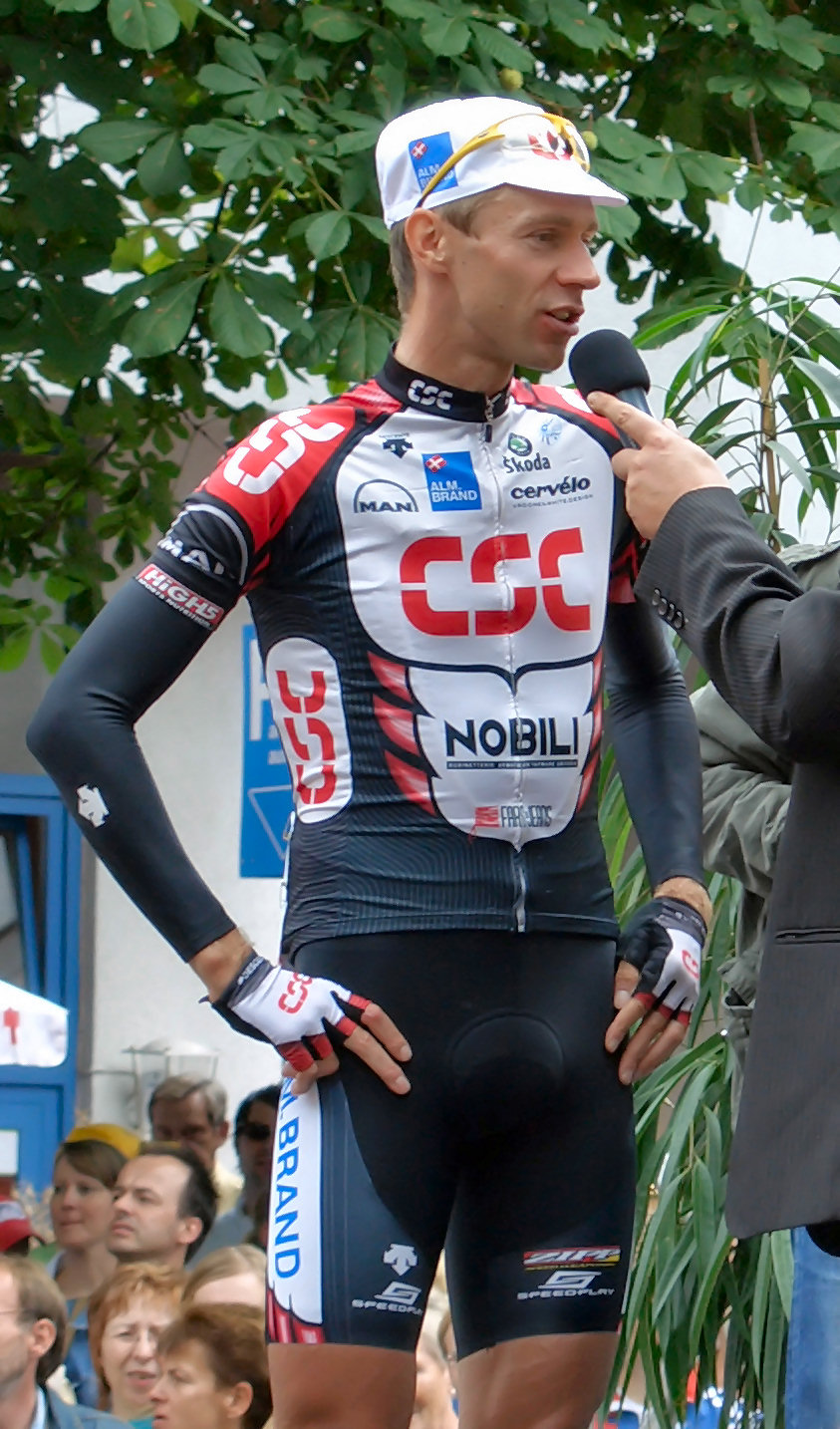
Jens Voigt i Team CSC.

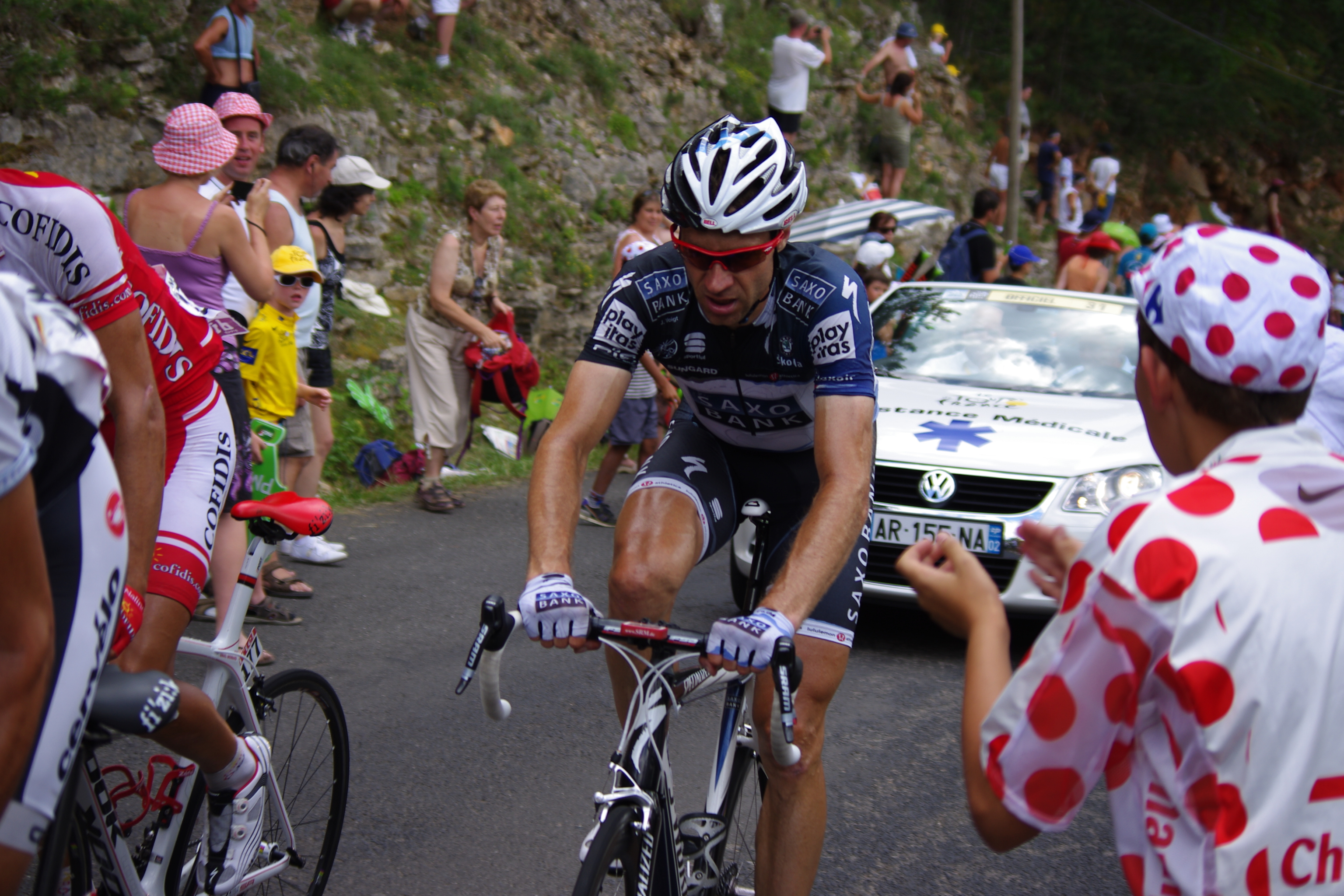
Jens Voigt under 2010 års Tour de France.

Jens Voigt, född 17 september 1971 i Grevesmühlen, Mecklenburg-Vorpommern, är en tysk före detta professionell tävlingscyklist sedan 1997. Han var tämligen mångsidig som cyklist även om han inte kunde konkurrera med de bästa i bergen. Voigt har burit den gula ledartröjan i Tour de France under två dagar, dels 2001, dels 2005.

## Karriär
Som amatör vann Jens Voigt Fredsloppet 1994. Efter en karriär i den tyska armén Heer, som är en del av Bundeswehr, blev han professionell cyklist 1997 och vann mindre tävlingar med det australiska stallet ZVVZ Giant-Australian Institute of Sport.
Voigt fortsatte sedan 1998 till det franska stallet GAN som sedan blev Crédit Agricole, där han stannade i fem år och vann 20 större tävlingar och etapper. Han bar bland annat den gula ledartröjan i Tour de France 2001 under en etapp.
Voigt cyklar sedan 2004 för danska Team CSC, som tillhör UCI ProTour sedan 2005, där han bland annat blev stallkamrat med Bobby Julich, som han kände sedan tiden med GAN. De två cyklisterna vann bland annat LuK Challenge race, ett tvåmannatempolopp, 2004 och 2005. Voigt fick cykla Tour de France 2004 och var under tävlingen ofta i utbrytningar.
I början av säsongen 2005 vann Voigt det franska etapploppet Tour Méditerranéen, före stallkamraterna Fränk Schleck, som slutade tvåa, och Nicki Sørensen, på fjärde plats. Voigt vann också prologen på Paris-Nice, som var det första UCI ProTour-loppet någonsin och Voigt var därmed den förste cyklisten att bära ledartröjan för UCI ProTour. Stallkamraten Bobby Julich vann loppet i slutändan. Senare på vårsäsongen slutade Voigt tvåa efter Aleksandr Vinokurov på Liège-Bastogne-Liège. 
Under Tour de France 2005 fick Jens Voigt bära den gula ledartröjan för en dag. På den nionde etappen var Voigt med i flera attacker. Till slut kom han med i den vinnande utbrytningen och slutade trea, tre minuter före ledande Lance Armstrong. På den tionde etappen hade tysken feber och tappade ledningen stort. Voigt slutade utanför tidsgränsen på etapp 11 och fick därför inte fortsätta tävlingen. 
Under säsongen 2006 var det tänkt att Voigt skulle hjälpa italienaren Ivan Basso att vinna både Giro d'Italia och Tour de France. Hans bästa resultat på vårsäsongen blev en andra plats efter Thomas Voeckler på Baskien runts femte etapp. Voigt hjälpte Basso att vinna Giro d'Italia 2006. I juni tog Voigt sin första seger 2006, i Ster Elektrotoer i juni, när han vann etapp 4. Han hjälpte också stallkamraten Kurt-Asle Arvesen att vinna tävlingen.
Den 18 augusti 2007 vann Voigt Tyskland runt, vilket han också hade gjort under 2006. Han vann också etapper på Tour of California och Baskien runt. Voigt vann också det franska etapploppet Critérium International under 2007.
Dagarna innan Tour de France 2006 blev det klart att Ivan Basso inte fick ställa upp i tävlingen, med anledning av att italienaren blivit utpekat i den så kallade Operación Puerto-härvan. I stället fick spanjoren Carlos Sastre bli ny ledare för Team CSC. På etapp 13 kom Voigt med i en femmannautbrytning som slutade 29 minuter och 58 sekunder före huvudklungan. Tysken vann etappen före Óscar Pereiro.
Under säsongen 2008 vann Voigt återigen Critérium International, den gången framför svensken Gustav Larsson. Segern gjorde att han vann tävlingen för fjärde gången under sin karriär. I september vann han etapp 6 av Polen runt före Tony Martin och Franco Pellizotti. En dag senare blev det klart att tysken vann tävlingen med över en minut före stallkamraten Lars Bak.
I mars 2009 vann Voigt Critérium International för femte gången i sin karriär och under tävlingens gång vann han också etapp 2. Under Tour de France 2009 kraschade tysken på etapp 16 och behandlades för en kindbensfraktur samt en hjärnskakning.
Den 18 september 2014 satte Voigt timrekordet med distansen 51.115km.

## Stall
- ZVVZ-Giant-AIS 1997
- Crédit Agricole 1998–2003
- Team CSC 2004–2008
- Team Saxo Bank 2009–2011
- RadioShack-Nissan-Trek 2011–2014